# 南壇縣
南坛县（越南语：／）是越南乂安省下辖的一个县。越南革命家潘佩珠和胡志明的故乡。

## 地理
南坛县位于蓝江下游，北接都梁县和宜禄县，南接河静省香山县和德寿县，东接兴元县，西接清漳县。

## 历史
原名南塘县，1886年因避同庆帝名讳「膺禟」而更名为南坛县。
2019年12月17日，南福社、南强社和南忠社合并为忠福强社，南上社部分区域、南新社和南禄社合并为上新禄社，南上社和云延社并入南坛市镇。2024年10月24日，越南国会常务委员会通过决议，自2024年12月1日起，南义社和南泰社合并为义泰社，鸿隆社和春林社合并为春鸿社。

## 行政区划
南坛县下辖1市镇16社，县莅南坛市镇。
- 南坛市镇（Thị trấn Nam Đàn）
- 雄进社（Xã Hùng Tiến）
- 庆山社（Xã Khánh Sơn）
- 金蓮社（Xã Kim Liên）
- 南英社（Xã Nam Anh）
- 南葛社（Xã Nam Cát）
- 南江社（Xã Nam Giang）
- 南兴社（Xã Nam Hưng）
- 南金社（Xã Nam Kim）
- 南岭社（Xã Nam Lĩnh）
- 南青社（Xã Nam Thanh）
- 南春社（Xã Nam Xuân）
- 义泰社（Xã Nghĩa Thái）
- 上新禄社（Xã Thượng Tân Lộc）
- 忠福强社（Xã Trung Phúc Cường）
- 春和社（Xã Xuân Hòa）
- 春鸿社（Xã Xuân Hồng）

## 交通
南坛县有15号、46号国道经过。

## 友好城市
2010年，中国湖南省韶山市与南坛县缔结为友好城市。